# هانس کریستیان آندرسن
هانس کریستیان آندرسن (به دانمارکی: Hans Christian Andersen) (۲ آوریل ۱۸۰۵ – ۴ اوت ۱۸۷۵) نویسندهٔ سرشناس اهل دانمارک است که از معروف‌ترین داستان‌هایش می‌توان از پری دریایی کوچولو، بندانگشتی، جوجه‌اردک زشت، زندگی من، ملکه برفی، دخترک کبریت‌فروش و لباس جدید پادشاه نام برد.

## دوران کودکی
هانس کریستیان آندرسن روز یکشنبه  آوریل سال ۱۸۰۵ در شهر ادنسه در دانمارک به دنیا آمد. پدرش معتقد بود که از خانواده‌ای اصیل هستند و بنابر تحقیقات انجام شده در مرکز هانس کریست آندرسن پدربزرگش بر این باور بود که خانواده‌شان جزو طبقات بالای اجتماع بوده‌اند. اما تحقیقات بیشتر صحت این ادعاها را رد کرده‌است. گرچه خانوادهٔ آندرسن با خانوادهٔ سلطنتی بی‌ارتباط نبوده‌اند، ولی این ارتباط تنها در زمینهٔ کاری بوده‌است. شایعه‌ای مبنی بر این که آندرسن پسر نامشروع پادشاه بوده همچنان در دانمارک بر سر زبان هاست؛ زیرا پادشاه دانمارک علاقهٔ زیادی به آندرسن داشت و مخارج تحصیل وی را شخصاً به عهده گرفت. آندرسن در دوران جوانی از هوش و قوهٔ تخیل بسیار بالایی برخوردار بود و علاقهٔ وافری به ادبیات و تئاتر داشت. در دوران کودکی برای خود صحنهٔ تئاتر درست می‌کرد و آثار ویلیام شکسپیر را با استفاده از عروسک‌های چوبی به عنوان بازیگران از حفظ بازی می‌کرد.

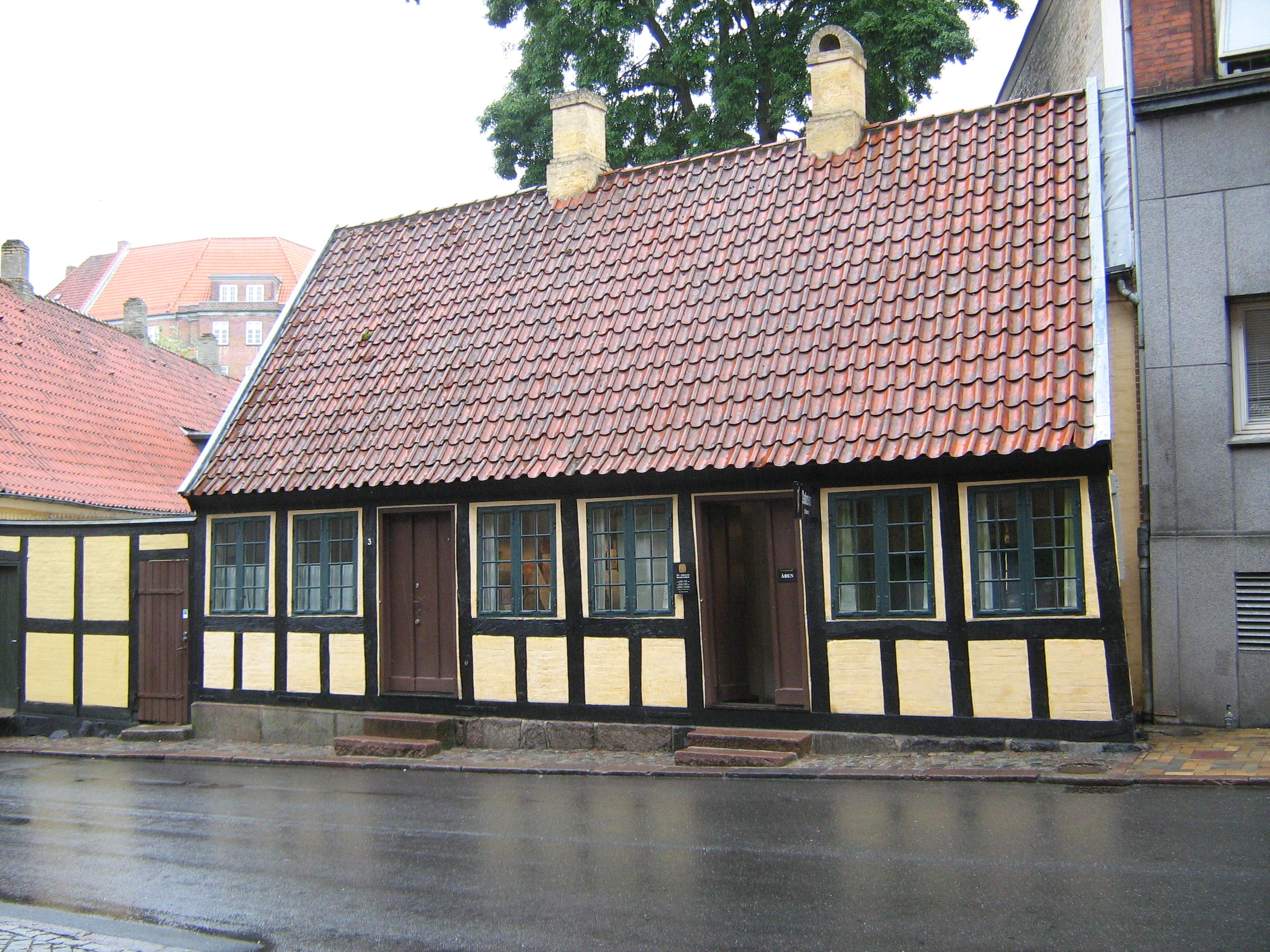
خانهٔ کودکی‌های هانس در شهر ادنسه

## دوران جوانی

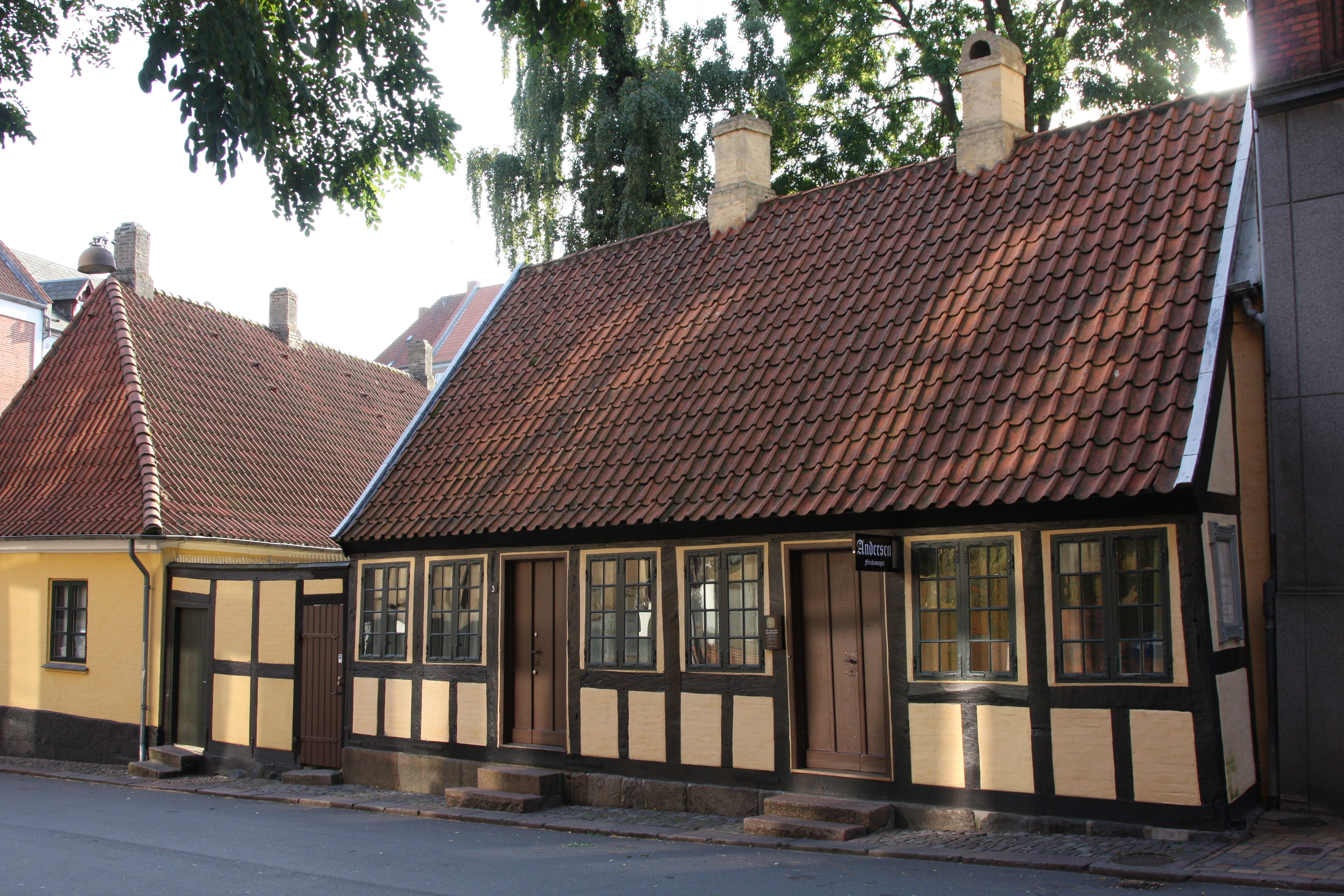
نمای دیگری از خانهٔ کودکی‌های هانس در شهر ادنسه

آندرسن در سال ۱۸۱۶ پدرش را از دست داد. برای گذران زندگی به عنوان شاگرد نزد یک خیّاط و یک بافنده کار می‌کرد. پس از آن در یک کارخانهٔ تولید سیگار شروع به‌کار کرد، اما همواره توسط یکی از همکارانش که او را دختر می‌خواند، تحقیر می‌شد. در چهارده سالگی به کپنهاگ رفت و در تئاتر مشغول کار شد. به خاطر صدای زیبایش در تئاتر سلطنتی دانمارک استخدام شد، اما پس از چندین بار از دست دادن صدایش کار خود را از دست داد. یکی از همکارانش او را دارای قریحهٔ شاعری می‌دانست. اندرسن عقیدهٔ همکارش را بسیار جدی تلقی کرد و وقت خود را بر نوشتن متمرکز نمود. جالب این‌که آندرسن در اصل، کتاب جوجه‌اردک زشت را از روی وصف حال خودش نوشته‌است.
در یک ملاقات تصادفی اندرسن مورد توجه ژوناس کالین قرار گرفت. او آندرسن را به مدرسهٔ گرامر در اسلاگلس فرستاد و تمام مخارج مدرسه را شخصاً به عهده گرفت. قبل از رفتن به مدرسهٔ گرامر آندرسن موفق شد اولین داستان خود را به نام شبح در قبر پالناتُکه در سال ۱۸۲۲ منتشر کند. آندرسن تا سال ۱۸۲۷ در دو مدرسهٔ اسلاگلس و السینور درس خواند. آندرسن بعدها اظهار داشت که این چند سال بدترین و تلخ‌ترین سال‌های زندگی‌اش بوده‌است. او همواره در «ساختن شخصیت خودش» مورد سوءاستفاده قرار گرفت و همکلاسی‌هایش به خاطر سن بیشترش و همچنین به خاطر عدم جذابیتش با او بدرفتاری می‌کردند. او بعدها زبان انگلیسی، آلمانی و اسکاندیناوی را فراگرفت.

## زندگی ادبی
در ۱۸۲۹ اولین کتابش گزارش یک پیاده‌روی منتشر شد. پس از آن به‌طور منظم کتاب‌هایی منتشر کرد. در ابتدا کتاب‌هایی که برای بزرگسالان نوشته بود به نظر خودش مهم‌تر از فانتزی‌هایش بودند، اما به مرور زمان دریافت که همین داستان‌های عامیانه وجوه پایداری از زندگی بشری و شخصیت داستانی را آشکارا و به شکلی مسحورکننده به تصویر می‌کشند. این امر دو پی‌آمد داشت.
- نخست این‌که دیگر داستان‌هایش را به‌عنوان سرگرمی‌هایی که مختص کودکان نگاشته شده در نظر نمی‌گرفت.
- دوم این‌که به‌جای بازگویی قصه‌های سنتی، نگاشتن داستان‌های خود را آغاز کرد.

او زمانی گفته که ایده‌های داستان‌هایش 
مانند بذری کاشته‌شده در ذهنش هستند که تنها به بوسهٔ تلألویی از خورشید یا قطرهٔ دارویی نیاز دارند تا بشکفند.
او به‌طرز ظریفی مردمی را که دوست می‌داشت یا از آن‌ها متنفر بود در قالب شخصیت‌های داستان‌هایش ارائه می‌داد: زنی که از پذیرش عشقش امتناع کرده بود در پری دریایی کوچولو به شاهزاده‌ای احمق بدل می‌شود، زشتی و خباثتش، یا خیال‌پردازی‌های پدرش برای میراث‌خواری از یک خانوادهٔ قدرتمند و متمول، در جوجه‌اردک زشت بازتاب می‌یابد.

## درگذشت
در بهار سال ۱۸۷۲ آندرسن بر اثر افتادن از تخت به‌شدت صدمه دید. او در ۴ اوت ۱۸۷۵ با درد فراوان در خانه‌ای به نام رولیگد در نزدیکی کپنهاگ که متعلق به دوست صمیمی‌اش موریتز ملچوار و همسرش بود درگذشت. پیش از مرگش با یک آهنگساز دربارهٔ موزیک مراسم خاکسپاری‌اش صحبت کرده بود. آندرسن چنین گفته بود: «بیشتر کسانی که در مراسم خاکسپاری مرا بدرقه خواهند کرد کودکان هستند. ضربات موسیقی را برای قدم‌های کوچکشان هماهنگ کن». جسد آندرسن در کپنهاگ به خاک سپرده شد. پیش از مرگش به شهرت جهانی رسیده بود. از طرف دولت دانمارک به عنوان «گنجینهٔ ملّی» حقوقی به او تعلق می‌گرفت. پیش از مرگش اقدام به ساختن تندیسی از او شده بود و بعد از اتمام آن را در شهرداری کپنهاگ قرار دادند.
یکی از منتقدان به نام گیورگ برندس از آندرسن سؤال کرد آیا او روزی داستان زندگی خودش را خواهد نوشت؟ آندرسن جواب داد من قبلاً آن را نوشته‌ام؛ نام آن جوجه‌اردک زشت است.
زادروز آندرسن روز جهانی کتاب کودک نام‌گذاری شده‌است.

## آثار
خانوادهٔ او از افراد سرشناس دانمارکی بودند اما آندرسن شهرت خود را از نوشتن داستان‌های تخیلی‌اش کسب کرد.
از معروف‌ترین داستان‌های او می‌توان از پری دریایی کوچولو، بندانگشتی، جوجه‌اردک زشت، زندگی من، ملکه برفی، دخترک کبریت‌فروش و لباس جدید پادشاه را نام برد.
داستان‌هایش به ۱۵۰ زبان ترجمه شده‌است و همچنان میلیون‌ها نسخه از آن‌ها در سراسر جهان چاپ می‌شود. او حدود ۲۲۰ داستان تخیلی نوشته‌است.
داستان ملکهٔ برفی در سال ۲۰۱۳ به کارگردانی کریس باک و جنیفر لی و با حمایت کمپانی والت دیزنی، به‌صورت انیمیشن و با نام یخ‌زده (Frozen) ساخته شد.

## یادداشت
1. ↑  Jonas Collin
2. ↑  The Ghost at Palnatoke's Grave
3. ↑  Elsinore
4. ↑  An Account of a Walking Trip
5. ↑  Rolighed
6. ↑  Moritz Melchoir